# Point of Entry
Point of Entry, musikalbum av Judas Priest, släppt 1981 på CBS Records. Inför denna skiva satsade man stort på att slå i USA, vilket också märks på det mjukare soundet som är anpassat för den amerikanska marknaden. Dock lutar låtskrivandet mer åt traditionell hårdrock från 70-talet än Metal. Det släpptes flera singlar och musikvideor, bl.a. "Heading out to the Highway", "Don't Go" och "Hot Rockin' ".  "Heading Out to the Highway" blev en mindre hit men plattan lyfte aldrig riktigt och var en kommersiell bevikelse. Den räknas också bland många fans som ett av Judas Priests blekare album. Jämfört med den framgångsrika föregångaren och stilbildaren "British Steel" och efterföljaren "Screaming for Vengeance" är detta en "mellanplatta". Skivan följdes dock av en stor USA-turné och de började bygga för framtida succé i USA, något som fullbordades i och med nästa platta, "Screaming for Vengeance". 

## Låtar på albumet
(Alla låtar skrivna av K.K. Downing, Rob Halford, och Glenn Tipton)
1. Heading Out to the Highway - 3:47
2. Don't Go - 3:18
3. Hot Rockin' - 3:17
4. Turning Circles - 3:42
5. Desert Plains - 4:36
6. Solar Angels - 4:04
7. You Say Yes - 3:29
8. All the Way - 3:42
9. Troubleshooter - 4:00
10. On the Run - 3:47